# Fire sange til tekster af Nils Collett Vogt og Herman Wildenvey
Fire sange til tekster af Nils Collett Vogt og Herman Wildenvey is een verzameling liederen van Eyvind Alnæs. Alnæs schreef opnieuw toonzetting onder gedichten van Nils Collett Vogt en Herman Wildenvey. De liederen werden uitgegeven door Edition Wilhelm Hansen (nr. 1765)
De vijf gedichten zijn:
1. Til en ung mand (Vogt)
2. Pinselilje (Wildenvey)
3. Februarmorgen ved golfen (Vogt)
4. Selma (Wildenvey)

Februarmorgen ved golfen werd later door de componist georkestreerd voor zangstem, hoorn, harp en strijkorkest.